# 津島瑞穂
津島 瑞穂（つしま みずほ、1959年11月20日 - ）は日本の女優、声優。東京俳優生活協同組合所属。大阪府豊中市出身。

## 経歴
俳優になろうと思ったきっかけは、小学校時代、映画を好きになり、それが大学を決める頃には本格的に、「自分が出演したい」と思うようになったという。
子供の頃から漫画狂であり、高校時代に所属していた漫研で、会誌を作ったり、イラストを描いたりしていたという。
俳協養成所第9期。日本大学芸術学部映画学科演技コース卒業。
1982年時点では映画女優を目指しており、好きな女優は小川真由美、市原悦子、岸田今日子。
1981年、同養成所卒業後5ヶ月目にオーディションで、決まった初レギュラーでもあるテレビアニメ『ダッシュ勝平』の秋あかね役でデビュー。『ダッシュ勝平』の秋あかね役の話を聞いた時は『週刊少年サンデー』でずっと読んでいたため、今までは読者の立場にいたのが、急に自分とかかわりを持ってきて、嬉しいような、困ったような複雑な気持ちが交錯していた。それで、「また原作に目を通したり、ファンの人たちの持っているイメージを壊しちゃまずいかな……」と色々考えていた。しかし「もう地でいってもいいんじゃないか」と割り切り、そのままの津島にややブリッコをプラスする感じで演じていたという。

## 人物
声種はメゾソプラノ。方言は大阪弁（豊中）。
趣味・スポーツは料理、裁縫。免許・資格は普通自動車免許。
妹と弟がいる。

## 出演作品

### テレビドラマ
- ウォーターボーイズ（トンカツ屋）
- 時空警察
- 新・半七捕物帳
- 先生知らないの?
- 峠の群像
- 松本清張の証言
- 理想の結婚

### 映画
- 愛と死をみつめて
- ひっとべ（そば屋の女将）
- ALLDAYS 二丁目の朝日

### テレビアニメ
1981年
- ダッシュ勝平（秋あかね）
- ヤットデタマン（シンデレラ）

1982年
- アンドロメダ・ストーリーズ（侍女）
- ときめきトゥナイト（多岐川エリカ）
- トンデラハウスの大冒険（ロダ）
- まいっちんぐマチコ先生
- まんが 水戸黄門

1983年
- 未来警察ウラシマン（女）

1984年
- 超攻速ガルビオン（エリナ）
- パーマン（女の子、男の子）
- らんぽう（ラン青柳）

1985年
- 小公女セーラ（ドルシラ）
- キャプテン翼（エレーナ）

1999年
- ∀ガンダム（農婦B）

2001年
- 逮捕しちゃうぞ SECOND SEASON（おばあさん）

### 劇場アニメ
- ホーホケキョとなりの山田君（1999年）

### OVA
- 機動戦士ガンダム 特別版（2000年、フラウの母）

### 人形劇
- こどもにんぎょう劇場
  - 「月のうさぎ」（神様〈女〉）
  - 「つがにの恩がえし」